# Rudbjerg Pastorat
Rudbjerg Pastorat er et pastorat i Lolland Vestre Provsti, Lolland-Falsters Stift.
Pastoratet blev oprettet 1. september 2020.
I pastoratet er der otte sogne:
- Langø Sogn
- Kappel Sogn
- Vestenskov Sogn
- Arninge Sogn
- Dannemare Sogn
- Gloslunde Sogn
- Græshave Sogn
- Tillitse Sogn

I pastoratet er der otte kirker:
- Langø Kirke
- Kappel Kirke
- Vestenskov Kirke
- Arninge Kirke
- Dannemare Kirke
- Gloslunde Kirke
- Græshave Kirke
- Tillitse Kirke